# Gizab (district)
Gizab is een district van de provincie Uruzgan in Afghanistan. Het district heeft 54.000 inwoners.